# Sciuro-hypnum altaicum
Sciuro-hypnum altaicum là một loài Rêu trong họ Brachytheciaceae. Loài này được (Ignatov) Ignatov mô tả khoa học đầu tiên năm 2006.